# Gymnothorax annasona
Gymnothorax annasona és una espècie de peix de la família dels murènids i de l'ordre dels anguil·liformes.

## Morfologia
Els mascles poden assolir els 55,3 cm de longitud total.

## Distribució geogràfica
Es troba al sud-oest del Pacífic.